# 江南市立図書館
江南市立図書館（こうなんしりつとしょかん）は、愛知県江南市にある公共図書館。1976年（昭和51年）4月1日に石枕町に開館し、2023年（令和5年）4月1日に北山町西300の複合施設トコトコラボ（toko⁺toko⁼labo、布袋駅複合公共施設）に移転した。
2015年度末の蔵書数は123,844冊、2015年度の貸出数は415,754冊だった。2015年度の江南市の人口は100,915人であり、1人あたり貸出数は7.7冊だった。2015年度の資料購入費は10,809,000円であり、1人あたり資料購入費は107円だった。

## 前史

### 私立図書館 瀧文庫

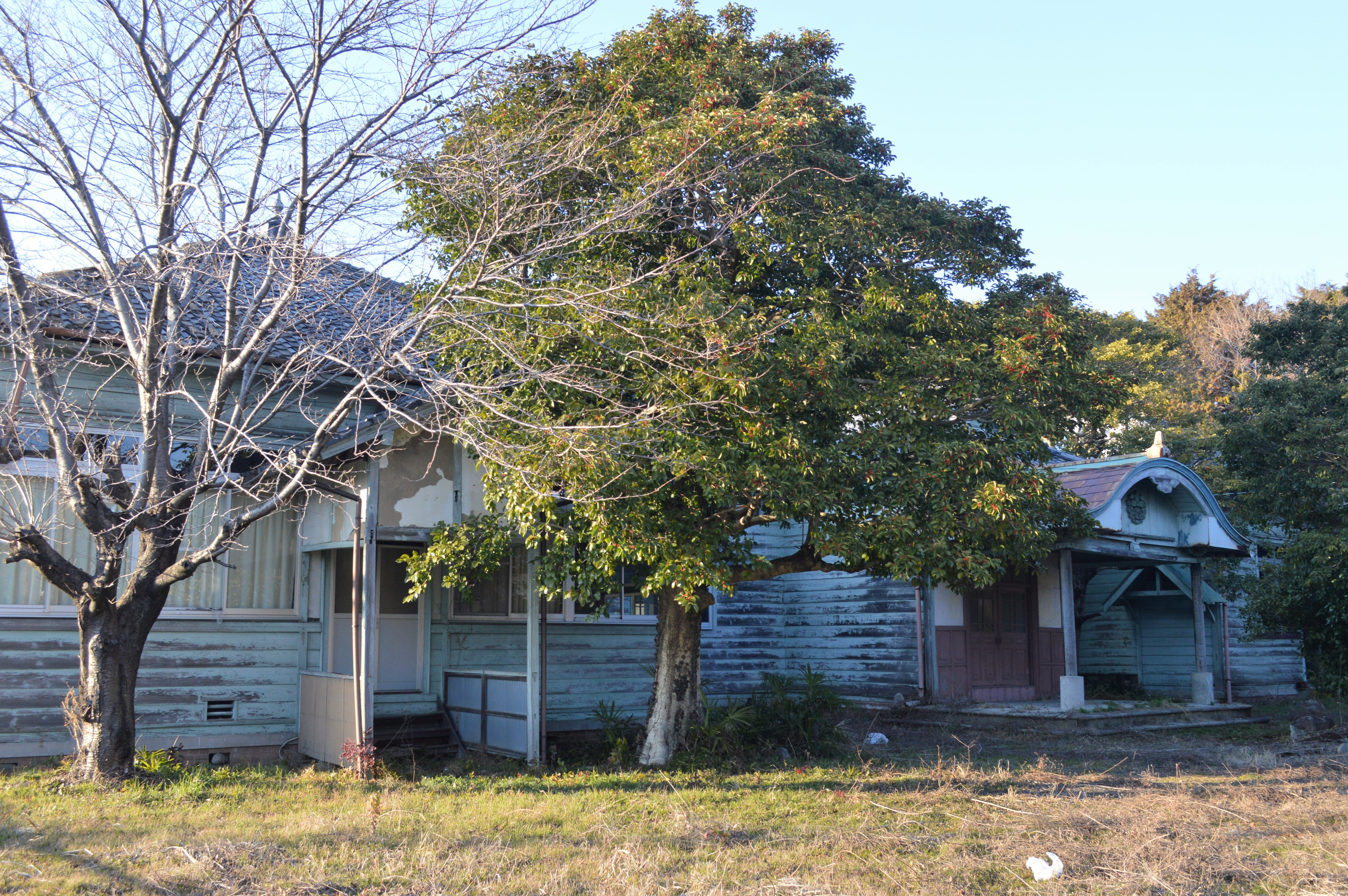
私立図書館の瀧文庫

大正から昭和初期の丹羽郡古知野町には、繊維商社の株式会社滝兵商店（現・タキヒヨー）によって運営された私立図書館の瀧文庫が存在した。1933年（昭和8年）には瀧文庫の蔵書が滝実業学校（現・滝中学校・高等学校）図書館に引き継がれ、瀧文庫の建物は地区公民館として2000年代初頭まで使用された。

### 公共図書館の開館前
1954年（昭和29年）には丹羽郡古知野町・布袋町、葉栗郡宮田町・草井村の3町1村が合併し、江南市が発足した。合併前の古知野町にあった古知野町図書室を引き継ぎ、江南市役所内に図書室を設置した。1961年（昭和36年）4月からは愛知県図書館が移動図書館サービスを開始し、江南市役所、草井支所、布袋公民館、宮田公民館の4か所で巡回を受けた。
1965年（昭和40年）4月には図書室を旧蚕業指導所江南出張所に移設し、1969年（昭和44年）4月には江南市民体育会館に移設。体育会館移設時から貸出業務を開始している。高度経済成長期の江南市は名古屋市のベッドタウンとして人口が急増しており、かねてから本格的な図書館の建設が要望されていた。

## 歴史

### 石枕町時代（1976年～2022年）

#### 開館

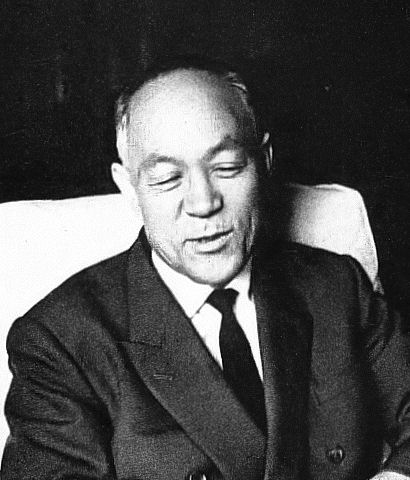
「横田文庫」の由来となった横田喜三郎

江南市は実業家の江口碩之介（古知野町大字石枕出身）から「公共施設に」との遺志で1億円の寄付を受け、名鉄犬山線江南駅の東約1kmに図書館の建設を計画。1976年（昭和51年）4月1日に江南市立図書館が開館した。1976年度の図書購入費は311万円だった。
周囲の景観との調和を図るために、建物には和風の外観が採用されている。総工費は1億5445万3000円。1階・2階・3階をつなぐ図書運搬用の小荷物専用昇降機（ダムウェーター）が設置されているが、利用者が使用するためのエレベーターは設置されていない。開館時の蔵書数は約15,000冊だった。開館時の開館時間は「9時-17時（火曜日は9時-12時）」であり、休館日は火曜日午後、水曜日、祝日、年末年始、特別整理期間だった。
国際法学者であり最高裁判所長官を務めた横田喜三郎（古知野町赤童子町出身）は、1979年（昭和54年）に江南市初の名誉市民に選ばれた。横田は名誉市民への選出を機に、1983年度（昭和58年度）から2度にわたって、計5,000万円相当の国債を江南市に寄付した。江南市はこれを基に「横田教育文化事業基金」を創設し、その利息を江南市立図書館の「横田文庫」の図書購入費に充てている。横田の最高裁判所長官在任中、1963年（昭和38年）にはアメリカ合衆国のジョン・F・ケネディ大統領やローマ教皇のパウロ6世と面談しており、その時に撮影した写真が江南市立図書館に寄贈されている。
1976年の開館時に約2万点だった蔵書は、2003年（平成15年）には約10万点となった。蔵書数の増加に加えて、視聴覚資料やパソコンなどニーズの多様化によって、狭隘さが指摘されるようになった。蔵書はすべて開架にあるが（一部は開架書庫）、書架のほとんどが2階と3階にある。エレベーターは設置されていないため、親子連れ、高齢者、障害者などは利用しにくいとの声がある。人口と比べて蔵書数は少ないとされ、学習席の少なさも指摘されている。1984年（昭和59年）7月には参考資料室を設置し、電動書架を導入して収蔵可能冊数を拡大させた。

#### 新図書館構想の停滞

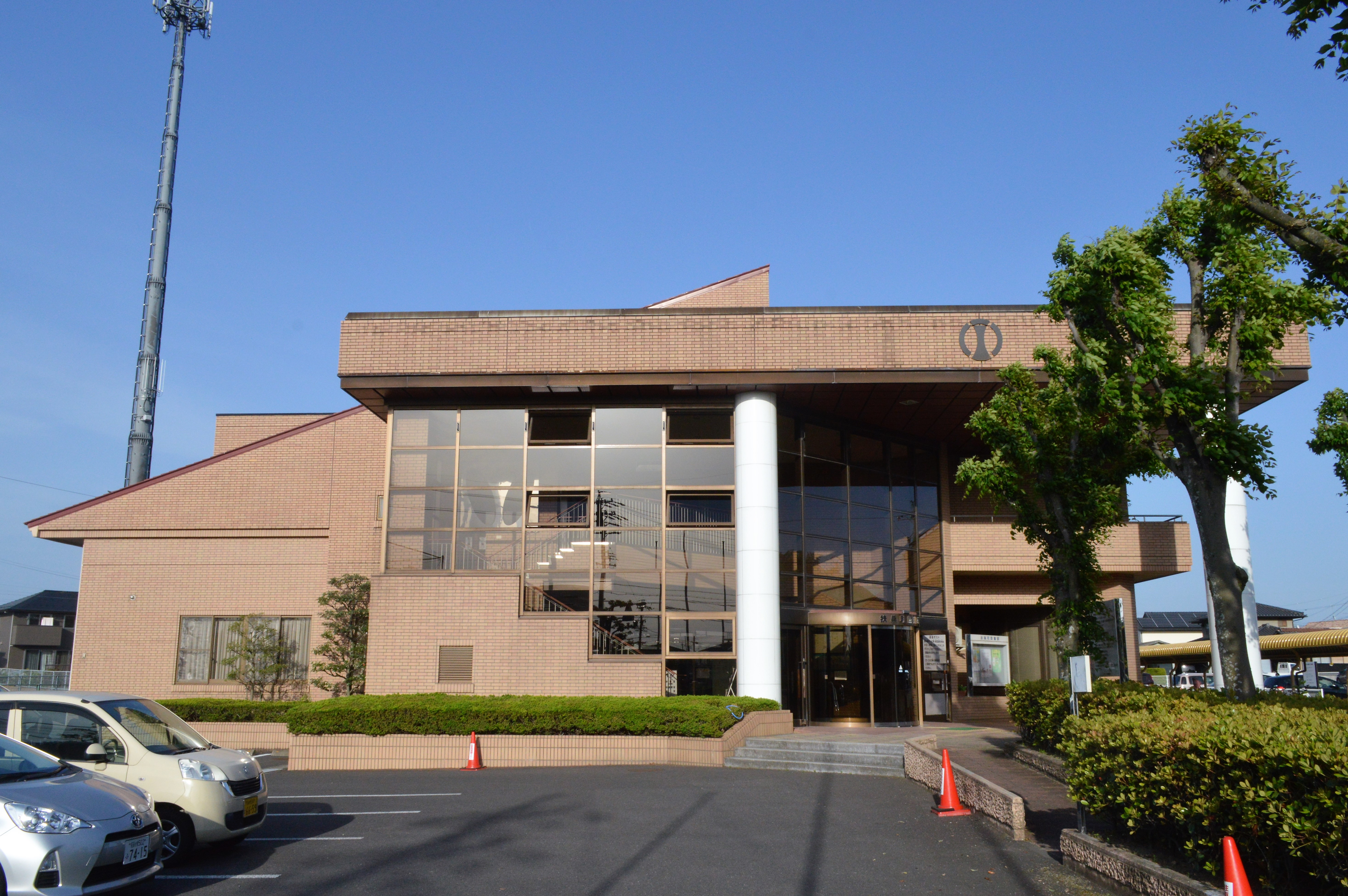
人口は1/3ながら江南市立図書館と同等の規模を持つ扶桑町図書館

1998年（平成10年）には新図書館の建設計画が持ち上がったが進展しなかった。江南市東部の住民は扶桑町に1987年に開館した扶桑町図書館（2003年時点で蔵書数約135,000点）を利用する人も多く、2002年度の扶桑町図書館の貸出数の約30%は江南市民への貸出だった。2002年（平成14年）6月には公式サイトを開設してオンライン蔵書検索（OPAC）サービスを開始し、7月1日には予約サービスを開始した。予約サービスは愛知県5例目であり、西尾張地方では海部郡美和町の美和町立図書館に次いで2例目である。市民が意見や要望などを市長に寄せる「市長への手紙」は2002年度に240件あったが、うち1割強の26件が図書館についての要望だった。
2003年（平成15年）3月に策定された江南市中心市街地活性化基本計画では、江南駅に近い中心市街地の複合施設に図書館が入ることが構想された。1998年に持ち上がった新館建設計画は2005年（平成17年）に白紙となり、その後は具体的な話がでなかった。1996年度から2002年度には新図書館建設事業基金を積み立てており、2005年度末時点では約7億円の基金残高があった。

#### その後

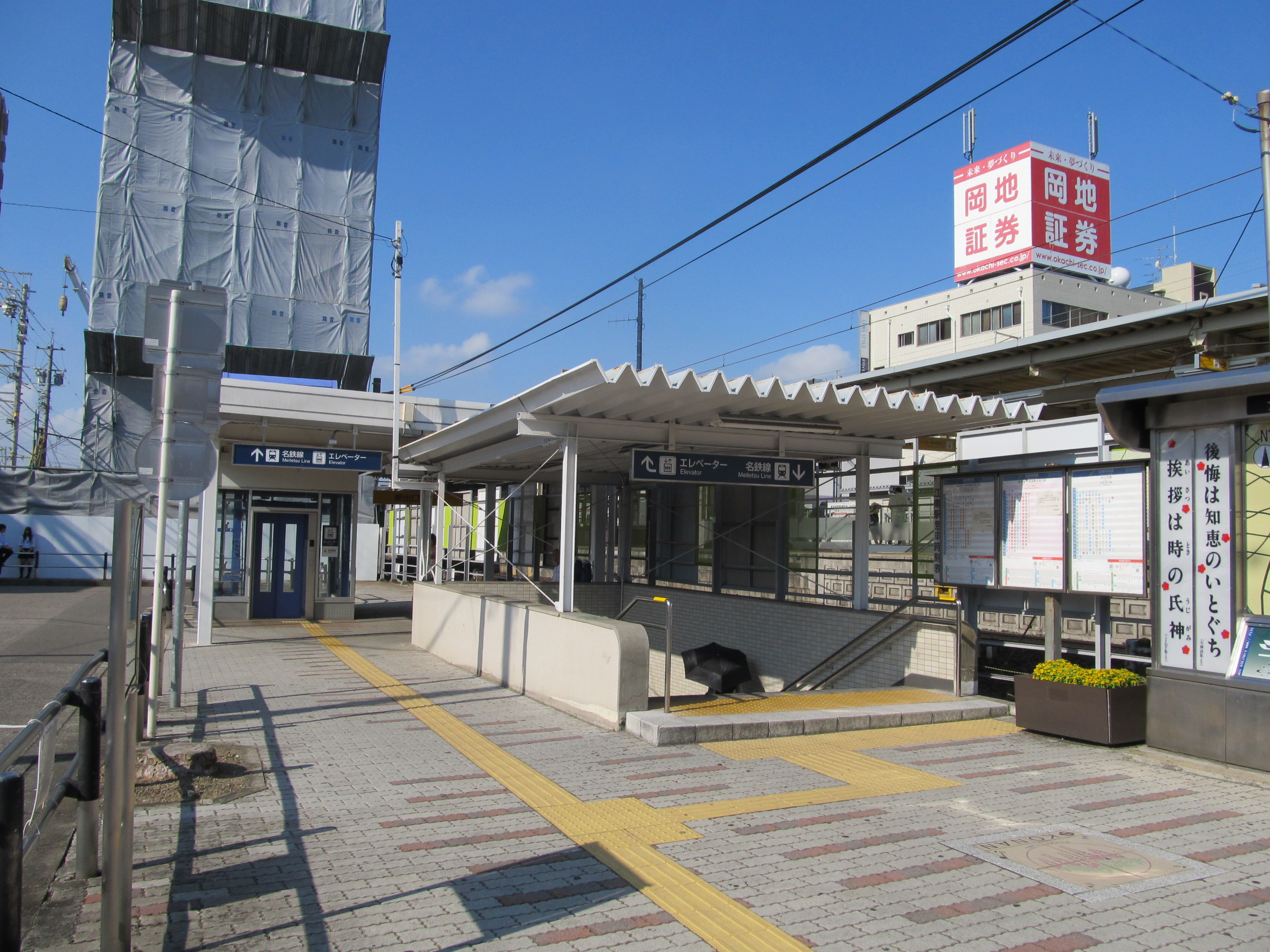
返却ポストが設置されている名鉄犬山線江南駅

2003年4月には週の定期休館日をなくし、毎月の休館日を第4木曜日だけとした。同年8月には布袋町の布袋ふれあい会館、後飛保町の宮田支所、小杁町の草井支所の3か所に情報端末を設置し、図書の検索、予約本の貸出、返却ポストへの返却を可能にした。2004年（平成16年）1月には尾張北部広域行政圏市町立図書館の相互利用を開始し、江南市・岩倉市・春日井市・小牧市・犬山市・大口町・扶桑町の5市2町の住民が図書館を相互に利用できるようになった。
2006年度（平成18年度）時点の愛知県において、週の定期休館日がないのは江南市立図書館だけだった。2007年（平成19年）4月には江南市立図書館に続いて新城市の新城図書館が週の定期休館日を撤廃した。2007年（平成19年）4月には指定管理者制度を導入し、大成と大新東の2社による共同企業体がつづく3年間の指定管理者となった。3年間の指定管理料は1億6146万円であり、江南市は指定管理者導入によって年間1,000万円程度の経費削減を見込んでいる。「9時-17時」（6-8月は9時-18時）だった開館時間が指定管理者導入後には「9時-18時30分」に延長されたほか、10日間だった特別整理期間は7日間に短縮された。
2011年（平成23年）以前には名鉄犬山線江南駅に返却ポストを設置している。鉄道駅に返却ポストを設置したのは西尾張地方で江南市が初であり、2011年8月には江南市に続いて津島市も名鉄津島駅構内に返却ポストを設置している。2011年春には西尾張地方で初めて雑誌スポンサー制度を導入した。2012年にはあま市のあま市美和図書館が、2013年には一宮市の一宮市立豊島図書館も同様の制度を導入している。
2014年（平成26年）には相次いで公開講演会を開催しており、相田みつを美術館の相田一人館長、安曇野ちひろ美術館の松本由理子元副館長を講師に招待している。2015年（平成27年）2月18日には『つながる図書館』（ちくま新書、2014年）の著者であるジャーナリストの猪谷千香を呼んで、江南市民文化会館で「まちの未来につながる図書館」というタイトルの講演会を開催した。その2月には江南市議会図書館問題特別委員会が、「立地は利便性が低く、施設も狭隘で蔵書数も限界であることなど十分な活用ができないため、新たな図書館の建設を強く要望する」との報告書をまとめている。同年4月に就任した沢田和延市長は施政方針で「（新図書館について）基本的な構想を策定できるよう準備していく」と言及した。2015年には隣接する一宮市に一宮市立中央図書館が開館しており、江南市民の図書館への関心は2010年代半ばの数年間で急に高まっているという。
2017年度（平成29年度）末時点の蔵書数は約125,700冊であり、人口10万人の自治体としては蔵書数が少ないとされる。また施設の狭隘化や老朽化が進み、アクセスの不便さも指摘されている。2018年（平成30年）5月、江南市は名鉄犬山線布袋駅東側に新設予定の複合公共施設に図書館を入れる方針を固めた。複合施設の開館と同じ2023年（令和5年）の開館を目指している。延床面積は3,000平方メートルを目安に検討し、2018年度（平成30年度）中に基本計画を策定する予定である。

### トコトコラボ時代（2023年～）
2022年（令和4年）12月4日をもって、石枕町の図書館は移転準備のために長期休館に入った。2023年（令和5年）4月1日、名鉄犬山線布袋駅前の複合施設トコトコラボ（toko⁺toko⁼labo、布袋駅複合公共施設）に新館が開館した。

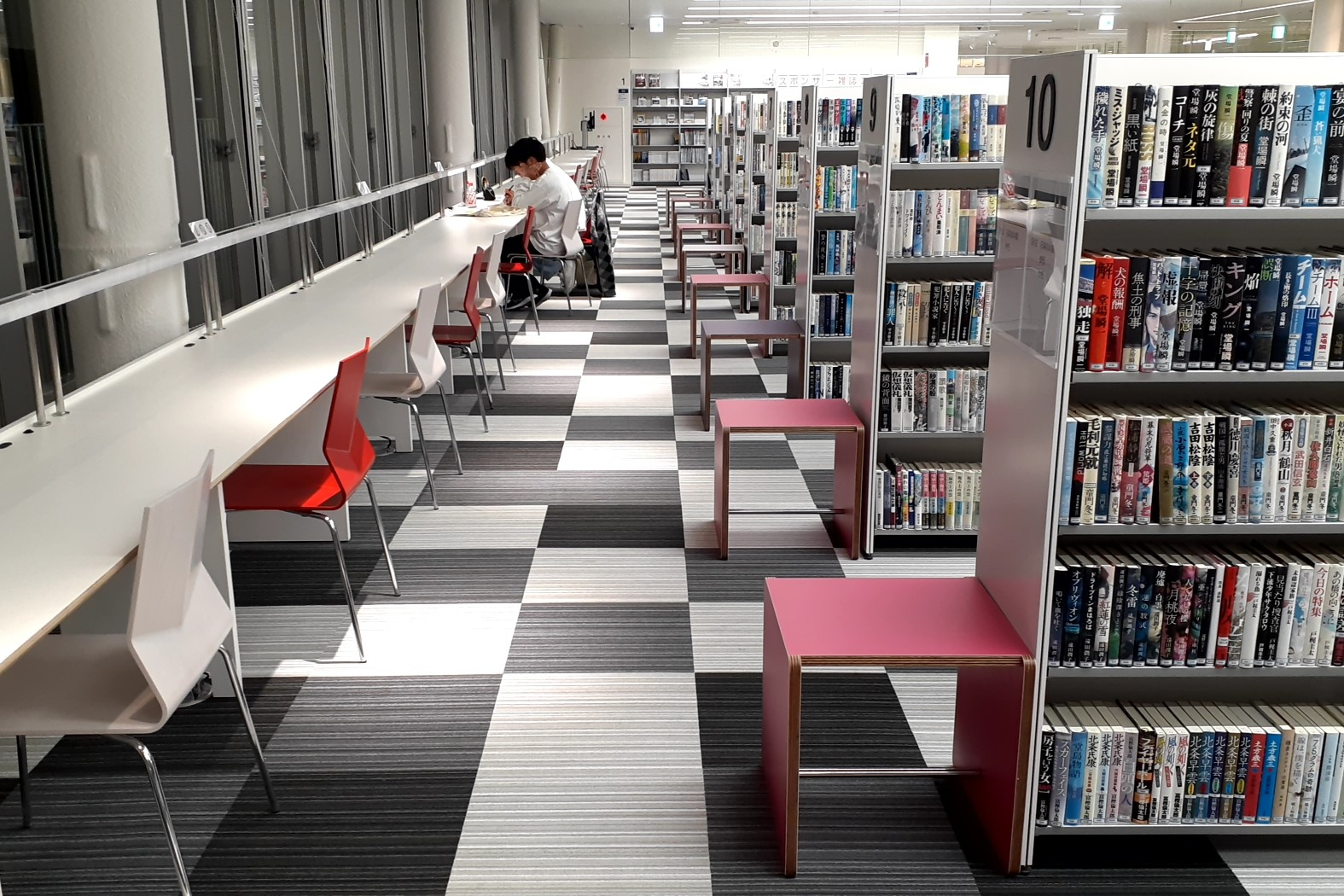
一般書の書架と閲覧席
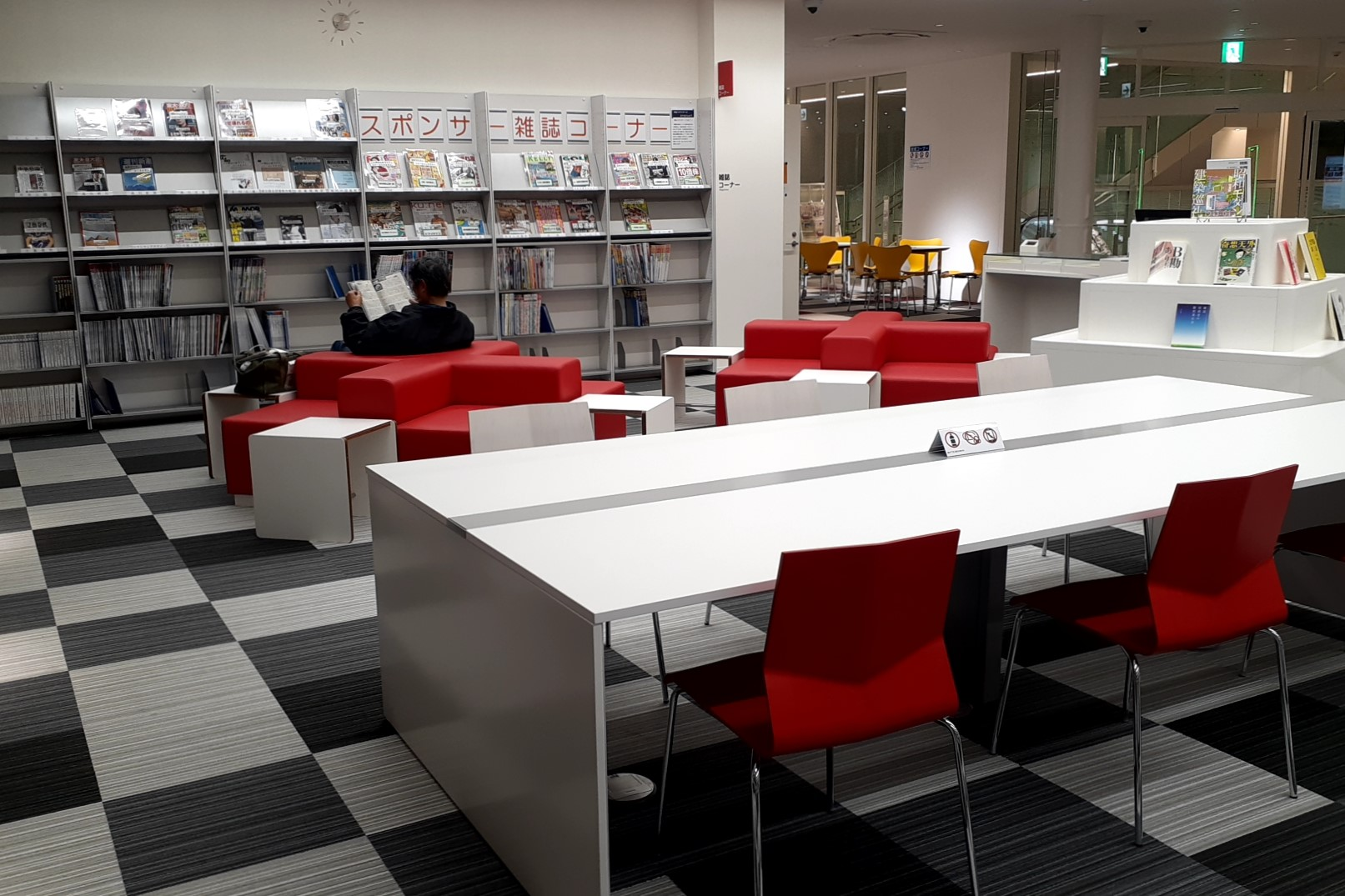
雑誌コーナー
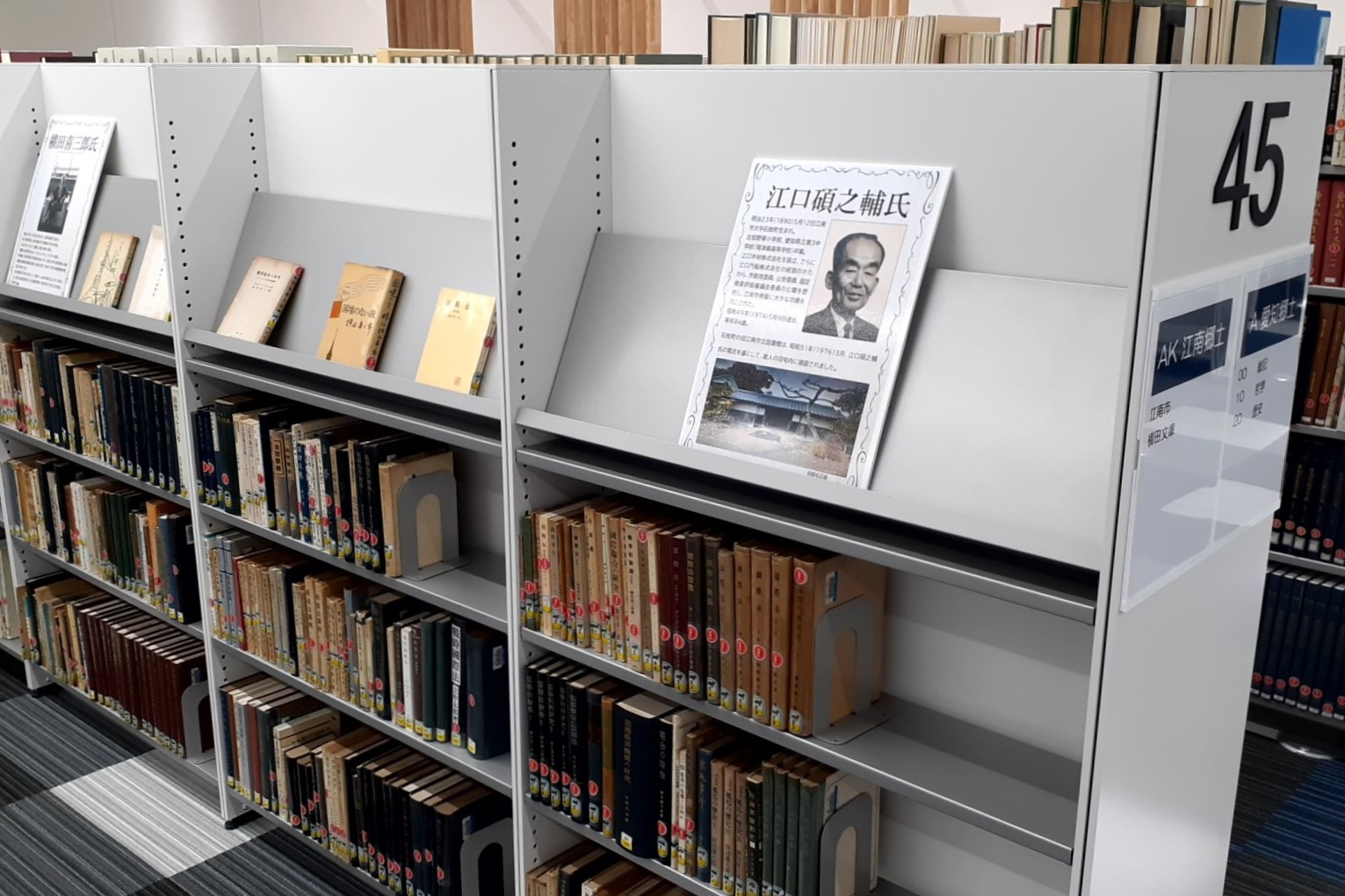
郷土資料
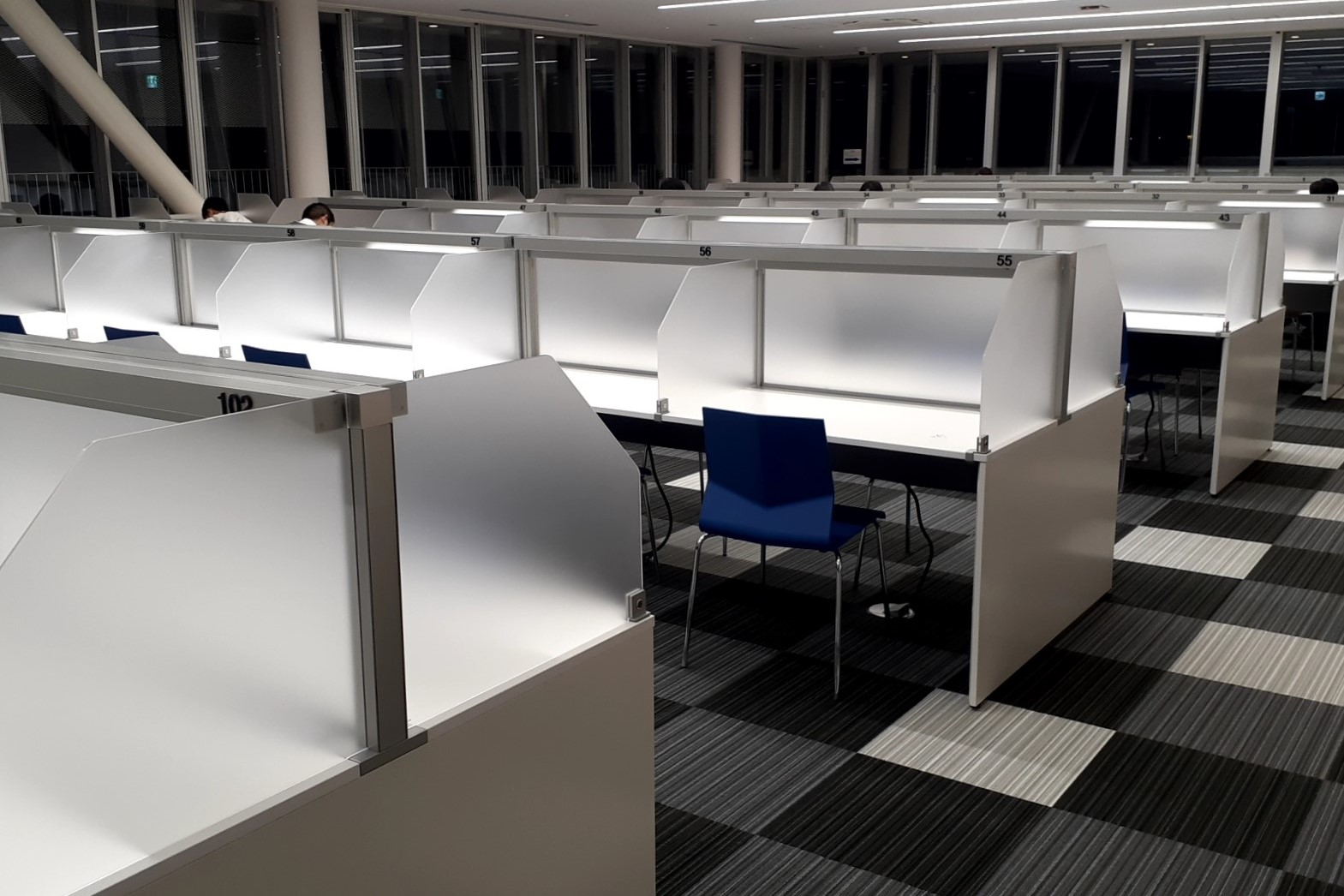
学習室
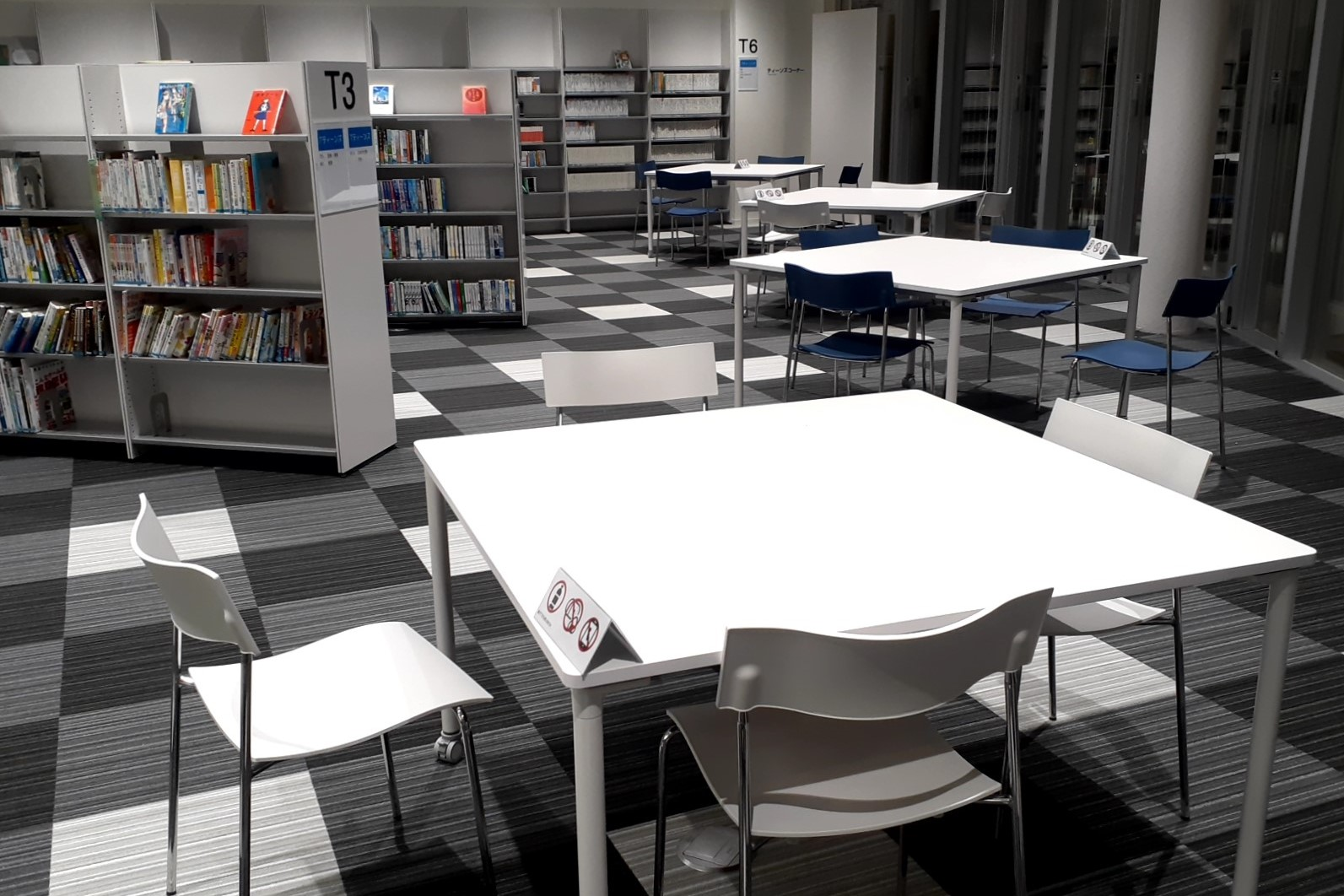
ティーンズコーナー
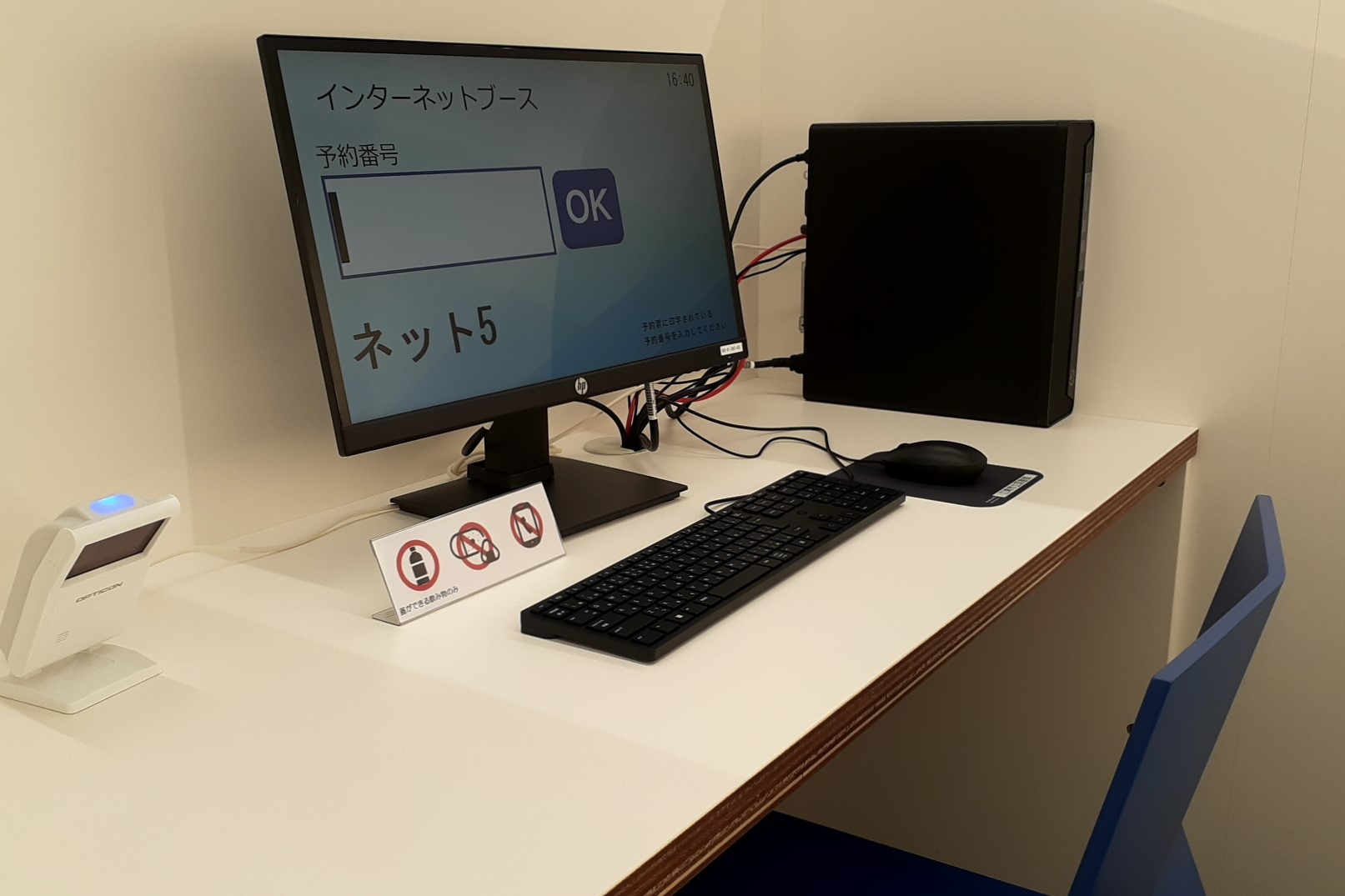
インターネットコーナー
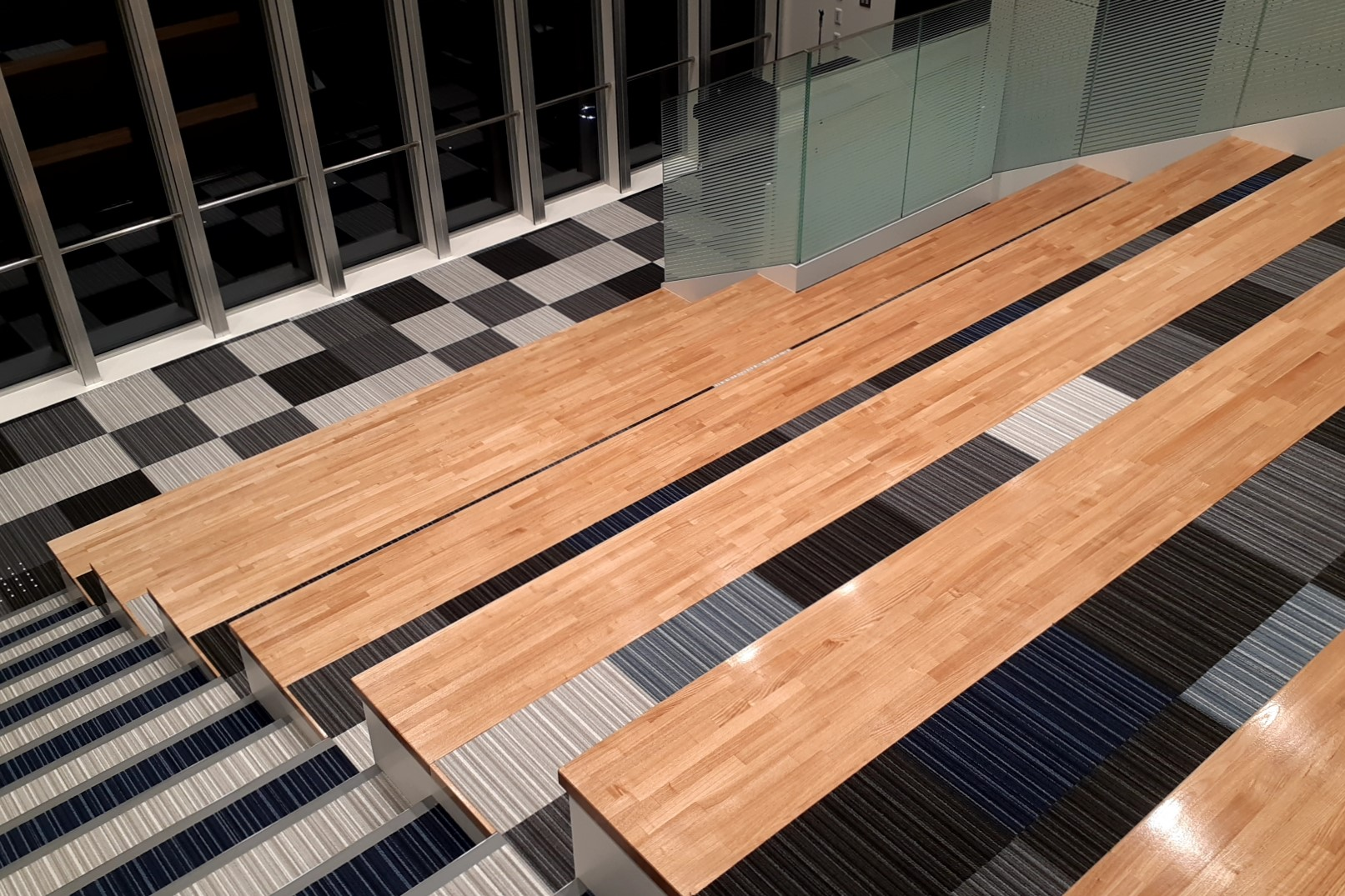
イベントスペース
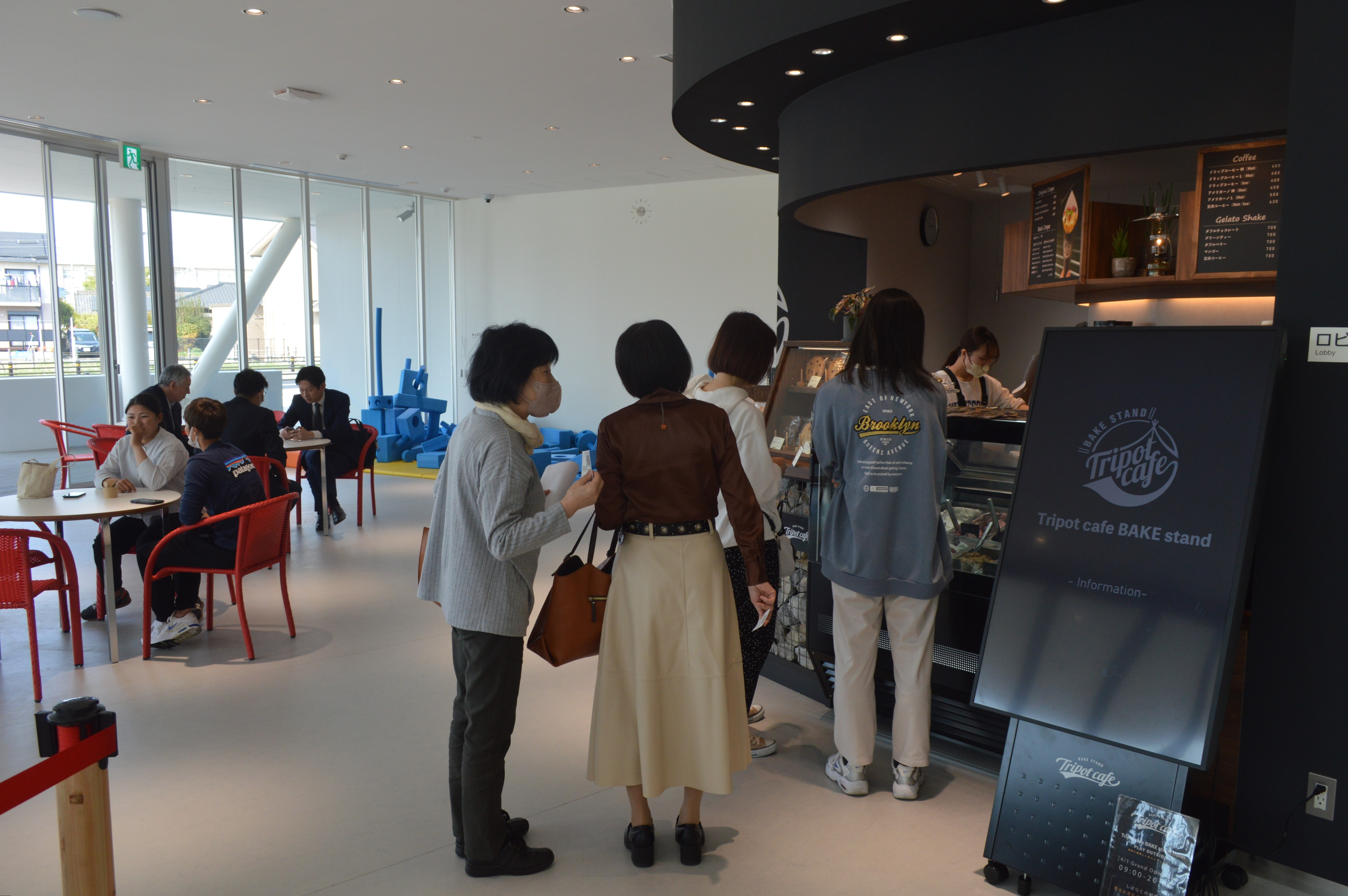
1階のカフェ

## 特色
| 江南市立図書館の蔵書冊数 | 江南市立図書館の蔵書冊数 | 江南市立図書館の蔵書冊数 | 江南市立図書館の蔵書冊数 | 江南市立図書館の蔵書冊数 |
| ------------------------ | ------------------------ | ------------------------ | ------------------------ | ------------------------ |
| 年度                     |                          |                          |                          | 冊数                     |
| 1976                     | 1976                     |                          | 19,474                   | 19,474                   |
| 1980                     | 1980                     |                          | 36,976                   | 36,976                   |
| 1990                     | 1990                     |                          | 77,038                   | 77,038                   |
| 2000                     | 2000                     |                          | 98,000                   | 98,000                   |
| 2010                     | 2010                     |                          | 119,875                  | 119,875                  |
| 2015                     | 2015                     |                          | 123,844                  | 123,844                  |

| 江南市立図書館の貸出冊数 | 江南市立図書館の貸出冊数 | 江南市立図書館の貸出冊数 | 江南市立図書館の貸出冊数 | 江南市立図書館の貸出冊数 |
| ------------------------ | ------------------------ | ------------------------ | ------------------------ | ------------------------ |
| 年度                     |                          |                          |                          | 冊数                     |
| 1976                     | 1976                     |                          | 28,852                   | 28,852                   |
| 1980                     | 1980                     |                          | 63,123                   | 63,123                   |
| 1990                     | 1990                     |                          | 135,928                  | 135,928                  |
| 2000                     | 2000                     |                          | 287,145                  | 287,145                  |
| 2010                     | 2010                     |                          | 391,755                  | 391,755                  |
| 2015                     | 2015                     |                          | 415,754                  | 415,754                  |

江南市立図書館が開館した1976年度（昭和51年度）末の蔵書数は19,474冊、同年度の貸出数は28,852冊だった。
1982年度（昭和57年度）には初めて貸出数（97,196冊）が人口（91,940人）を超え、1983年度には初めて貸出数が10万冊を超えた。1992年度（平成4年度）には貸出数が20万冊を超え、2003年度（平成15年度）には貸出数が30万冊を超えている。
2003年度には蔵書数が10万冊を超えたが、2011年度（平成23年度）に蔵書数が12万冊を超えてからはほぼ横ばいであり、2015年度（平成27年度）の蔵書数は123,844冊だった。貸出数は2009年度（平成21年度）に40万冊を超えたてからほぼ横ばいであり、2015年度の貸出数は415,754冊だった。